# Birdeater
Birdeater ist ein australischer Thriller von Jack Clark und Jim Weir. Die Weltpremiere des Films erfolgte im Juni 2023 beim Sydney Film Festival.

## Handlung
Irene ist seit kurzem mit Louie verlobt. Als der sie zu einem Partywochenende in der Wildnis überredet, lernt sie seine Freunde Murph, Dylan und Charlie kennen. Irene hat noch ihren Freund Sam mitgebracht und Charlie seine Freundin Grace, damit sie nicht die einzige Frau ist.
Louie will trotz der Anwesenheit seiner Verlobten an diesem Wochenende einen klassischen Junggesellenabschied feiern. Daher hat er nicht nur eine aufblasbare Sexpuppe mitgebracht, sondern auch Ketamin, das sie als Droge konsumieren. Als die Nacht hereinbricht eskalieren die Feierlichkeiten und die Stimmung wird zunehmend frauenfeindlich.

## Produktion
Regie führten Jack Clark und Jim Weir, die gemeinsam auch das Drehbuch schrieben. Clark wurde mit einigen seiner Kurzfilme wie Threshold bekannt und gründete gemeinsam mit Weir in Australien eine Produktionsfirma für Independent-Filme. Auch dieser drehte zuvor bereits einige Kurzfilme.
Shabana Azeez spielt Irene, Mackenzie Fearnley ihren Verlobten Louie. Alfie Gledhill spielt Murph, der Louie bei der Planung des Ausflugs geholfen hat. Ben Hunter und Jack Bannister spielen Louies alte Schulfreunde Dylan und Charlie. Harley Wilson ist in der Rolle von Irenes Freund Sam und Clementine Anderson in der Rolle von Charlies Freundin Grace zu sehen.
Die Weltpremiere erfolgte am 11. Juni 2023 beim Sydney Film Festival. Dort stellte der Produzent Ulysses Oliver auch sein Spielfilmdebüt Love Road vor. Im Vorfeld des Festivals wurde ein erster Teaser vorgestellt. Im August 2023 wurde er beim Melbourne International Film Festival gezeigt. Ende Oktober, Anfang November 2023 wurde er beim Brisbane International Film Festival vorgestellt. Im März 2024 wurde der Film beim South by Southwest Film Festival gezeigt. Ein eigener Teaser wurde kurz zuvor veröffentlicht. Anfang April 2024 wurde Birdeater beim Overlook Film Festival vorgestellt. Anfang August 2024 wurde der Film beim New Zealand International Film Festival gezeigt und hiernach beim Edinburgh International Film Festival. Am 10. Januar 2025 kam Birdeater in ausgewählte US-Kinos.

## Rezeption

### Kritiken
Von den bei Rotten Tomatoes aufgeführten Kritiken sind 75 Prozent positiv.
Alexandra Heller-Nicholas von Film International verweist in ihrer Kritik einleitend auf die von der australischen Regierung unterstützte Organisation Our Watch, die im Jahr 2021 mit der Initiative „Doing Nothing Does Harm“ ins Leben gerufen wurde: „Gewalt gegen Frauen beginnt mit Respektlosigkeit. Dies ist ein nationales Problem, das tief in unserer Kultur und Gesellschaft verwurzelt ist. Indem wir die Respektlosigkeit gegenüber Frauen bekämpfen, können wir diese Kultur verändern und letztendlich Gewalt gegen Frauen verhindern.“ Auch Birdeater habe diesen Auftrag verstanden. Zwar handele es sich nicht um einen Film „über“ Gewalt gegen Frauen als solche, vielmehr hätten die Filmemacher Jim Weir und Jack Clark den Blick nach innen gewendet, um zu zeigen, unter welchen Bedingungen bestimmte Arten männlicher sozialer Beziehungen Gewalt gegen Frauen hervorrufen können. Hierdurch griffen sie die Essenz der Kampagne „Doing Nothing Does Harm“ auf und entwickelten daraus eine elektrisierende und furchtlose Erkundung der Nuancen toxischer Männlichkeit und ihrer besonderen Manifestation im Kontext der australischen „Kameradschaft“. Weir und Clark seien zwar keineswegs die ersten männlichen Filmemacher, die sich einer Kultur nähern, in der Gewalt gegen Frauen, sei es körperlich, sexuell oder emotional, als männliches Problem gilt, und sie würden sicherlich nicht die letzten sein. Ihr Ansatz jedoch wirke manchmal fast ethnografisch.

### Auszeichnungen
AACTA Awards 2025
- Auszeichnung als Bester Independent-Film (Jack Clark, Jim Weir, Stephanie Troost und Ulysses Oliver)[14]

Cinema Jove – Valencia International Film Festival 2024
- Lobende Erwähnung der Jury (für das Drehbuch von Jack Clarck und Jim Weir)[15]

Melbourne International Film Festival 2023
- Aufnahme in die Top 10 Feature Films beim Publikumspreis[16]

New Zealand International Film Festival 2024
- Nominierung im Fresh Competition

South by Southwest Film Festival 2024
- Nominierung für den Adam Yauch Hörnblowér Award (Jack Clark und Jim Weir)

Sydney Film Festival 2023
- Auszeichnung als Bester australischer Spielfilm mit dem Publikumspreis[17]